# Ведищева, Людмила Митрофановна
Людмила Митрофановна Ведищева (20 октября 1933, Ленинград — 19 октября 1993, Новосибирск) — советская и российская журналистка, главный редактор художественного вещания Новосибирской студии телевидения (1973—1993), член Союза журналистов СССР (1967).

## Биография
Родилась 20 октября 1933 года в Ленинграде. Из семьи служащего. Во время блокады родного города была эвакуирована в 1941 году через Ладожское озеро с матерью, братом и сестрой.
Окончила новосибирскую среднюю школу и факультет языка и литературы Ленинградского пединститута (1951—1955), затем на протяжении года преподавала литературу в белоярской средней школе (Томская область).
После переезда в Новосибирск сначала была воспитателем в детском доме. С марта 1957 года работала литературным сотрудником, а позднее и заведующей отделом учащейся молодежи в газете «Молодость Сибири».
В 1959 году назначена корреспондентом «Последних известий» Новосибирской студии телевидения, в 1973 году — главным редактором художественного вещания этой организации. Вместе с тем продолжала активно заниматься журналистикой.

## Деятельность
Ведищева была редактором как циклов так и отдельных передач: «Я и время», «Сию минуту», «Наши интервью», «Наш современник» и др. Большой популярностью пользовались молодёжные программы: «Сельские встречи», «Искусство и мы», тележурналы «Ровесник» и «Старшеклассник», телевизионный театр поэзии «Континент Эврика»; в значительной степени её творческие способности проявились в проекте «На разных меридианах», который хоть и был рассчитан на юношескую аудиторию, но тем не менее сумел привлечь к себе внимание и других возрастных групп.
Она работала над самыми разными передачами: политическими, научными, международными, детскими; а телепрограмма «Играй, гармонь!» принесла известность новосибирским гармонистам А. Д. и Г. Д. Заволокиным.

## Награды
Неоднократно удостаивалась благодарностей, получала дипломы и грамоты Всесоюзного комитета по телевидению и радиовещанию: за цикл передач «Сельские встречи» (1973), телевизионную работу по вопросам молодёжной жизни Новосибирской области (1976), лучшую передачу телеконкурса (1977), программу «Играй,  гармонь!» (1987), успешную работу над проектами для Центрального телевидения (1989) и т. д.
В 1975 году была награждена знаком «Почётный радист».